# Gare de Longpré-les-Amiens
Ne doit pas être confondu avec Gare de Longpré-les-Corps-Saints ou Gare de Dreuil-lès-Amiens.
La gare de Longpré-les-Amiens est une ancienne gare ferroviaire française de la ligne de Saint-Roch à Frévent, située dans le quartier de Longpré, sur le territoire de la commune d'Amiens, dans le département de la Somme, en région Hauts-de-France.
Elle fut mise en service en 1877 par la Compagnie du Nord, avant d'être fermée en 1941 par la SNCF.

## Situation ferroviaire
Établie à 26 mètres d'altitude, la gare de Longpré-les-Amiens est située au point kilométrique (PK) 5,92 de la ligne de Saint-Roch à Frévent (à voie unique), juste avant un passage à niveau (PN), entre la gare ouverte de Montières et la gare fermée de Bertangles - Poulainville,.

## Histoire
La gare de Longpré-les-Amiens a été mise en service (tout d'abord en tant que halte) le 15 octobre 1877 par la Compagnie des chemins de fer du Nord, lors de la mise en service de la ligne Amiens – Canaples (section de l'actuelle ligne de Saint-Roch à Frévent). Le 1er janvier 1938, la Société nationale des chemins de fer français (SNCF) est devenue propriétaire de la ligne et donc de la gare, et a officiellement fermé ladite ligne au trafic voyageurs le 7 novembre de la même année ; cependant, elle fut temporairement rouverte à ce même service au début de la Seconde Guerre mondiale (en 1939 et 1940 uniquement pour les militaires, puis du 1er septembre 1940 au 5 mai 1941 également pour les civils).

## Patrimoine ferroviaire
L'ancien bâtiment voyageurs (BV) est toujours présent sur le site ; il a été reconverti en habitation, tout en ayant été agrandi par une extension,. Quant à l'unique quai, il a été démoli.